# Serginho Coelho
Sérgio Luiz Coelho Pinto (nascido em 23 de março de 1965), mais conhecido como Serginho Coelho, é um ex-jogador brasileiro de futsal, que atuava na posição de goleiro. Serginho fez parte da Seleção Brasileira de Futsal que conquistou o primeiro título mundial em 1989.